# Sheldon (Caroline du Sud)
Pour les articles homonymes, voir Sheldon.
Sheldon est un secteur non constitué en municipalité, situé dans le comté de Beaufort, en Caroline du Sud, aux États-Unis. Sheldon est situé à approximativement mi-chemin entre Beaufort et Yemassee.

## Source de la traduction
- (en) Cet article est partiellement ou en totalité issu de l’article de Wikipédia en anglais intitulé « Sheldon, South Carolina » (voir la liste des auteurs).